# Домбровский, Данель
Данель Домбровский (пол. Daniel Dąbrowski; род. 23 сентября 1983, Лодзь) — польский легкоатлет, специалист по бегу на короткие дистанции. Выступал на профессиональном уровне в 2001—2012 годах, обладатель бронзовых медалей чемпионатов мира и Европы, серебряный призёр чемпионата мира в помещении, двукратный чемпион Всемирной Универсиады, многократный чемпион Польши в спринтерских дисциплинах, участник летних Олимпийских игр в Пекине.

## Биография
Данель Домбровский родился 23 сентября 1983 года в городе Лодзь, Польша. Занимался лёгкой атлетикой в местном одноимённом клубе AZS Łódź.
Первого серьёзного успеха на международном уровне добился в сезоне 2003 года, когда вошёл в состав польской сборной и выступил на домашнем молодёжном европейском первенстве в Быдгоще, где вместе с соотечественниками одержал победу в зачёте эстафеты 4×400 метров.
В 2004 году бежал эстафету 4×400 метров на чемпионате мира в помещении в Будапеште, в финал не вышел.
В 2005 году на молодёжном европейском первенстве в Эрфурте завоевал бронзовую награду в индивидуальном беге на 400 метров и вновь победил в эстафете 4×400 метров. Будучи студентом, представлял Польшу на Всемирной Универсиаде в Измире — дошёл до полуфинала на дистанции 400 метров, тогда как в эстафете 4×400 метров занял первое место.
В 2006 году на соревнованиях в Лейпциге установил свой личный рекорд в беге на 400 метров в помещении — 46,46, затем превзошёл всех соперников на Кубке Европы в помещении в Льевене, в эстафете 4×400 метров стал серебряным призёром на чемпионате мира в помещении в Москве. На Кубке Европы в Мадриде был третьим в дисциплине 400 метров и вторым в эстафете 4×400 метров. На чемпионате Европы в Гётеборге в тех же дисциплинах показал четвёртый и третий результаты соответственно. На Кубке мира в Афинах стал пятым в обеих дисциплинах.
В 2007 году одержал победу в эстафете 4×400 метров на Кубке Европы в Мюнхене и на Всемирной Универсиаде в Бангкоке, на чемпионате Польши в Познани кроме победы установил личный рекорд в беге на 400 метров на открытом стадионе — 45,33. На чемпионате мира в Осаке не смог преодолеть предварительный квалификационный этап дистанции 400 метров, а в эстафете 4×400 метров взял бронзу. Кроме того, в этом сезоне получил серебро в 400-метровой дисциплине на Всемирных военных играх в Хадарабаде.
Благодаря череде успешных выступлений в 2008 году удостоился права защищать честь страны на летних Олимпийских играх в Пекине — в программе 400 метров в рамках шестого предварительного забега показал время 47,83, чего оказалось недостаточно для выхода в полуфинальную стадию соревнований.
В 2010 году бежал эстафету 4×400 метров на командном чемпионате Европы в Бергене, занял пятое место на чемпионате Европы в Барселоне.
В 2011 году выиграл эстафету 4×400 метров на Всемирных военных играх в Рио-де-Жанейро.
Завершил спортивную карьеру по окончании сезона 2012 года.